# Wiktor Schokin

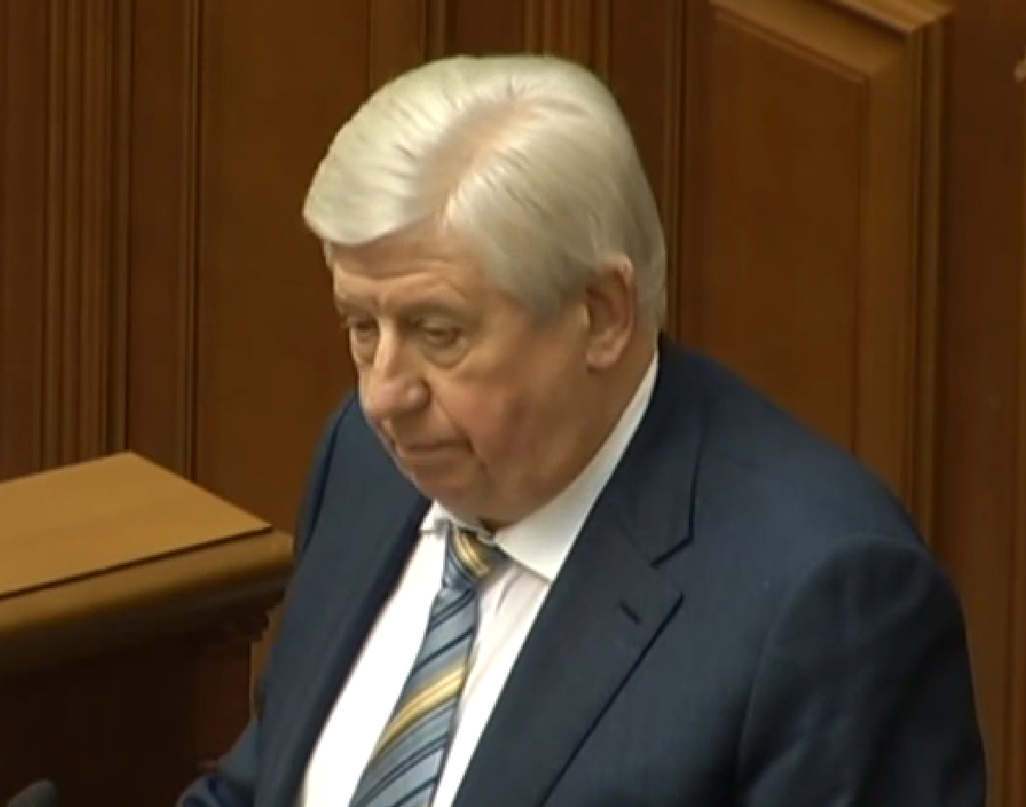
Wiktor Schokin 2015

Wiktor Mykolaiowytsch Schokin (* 4. November 1952 in Kiew, Ukrainische SSR) ist ein ukrainischer Jurist und Politiker.

## Leben
Wiktor Schokin machte 1970 das Abitur in Kiew und besuchte anschließend bis 1972 die ukrainische Landwirtschaftsakademie.
Von 1972 bis 1973 war er als Techniker am Zentralen republikanischen botanischen Garten der USSR in Kiew beschäftigt und absolvierte im Anschluss bis 1975 seinen Wehrdienst in der Roten Armee. Zwischen 1975 und 1976 war er erneut als Techniker beschäftigt.
Von 1976 bis 1980 studierte er in Charkiw Jura am, nach Felix Dserschinski benannten, Juristischen Institut Charkow.
Zwischen 1980 und 1989 war Schokin, zuletzt als leitender Staatsanwalt, bei der Staatsanwaltschaft des Rajon Moskau (heute Teil der Stadtrajons Petschersk und Holossijiw) in Kiew.
Als leitender Staatsanwalt und Prüfer in besonders wichtigen Ermittlungen war Schokin zwischen 1989 und 1994 bei der Staatsanwaltschaft Kiew beschäftigt. Von 1994 bis 1998 leitete er verschiedene Aufsichtsbehörden wie die „Aufsicht über die Einhaltung der Gesetze von Spezialeinheiten zur Bekämpfung der organisierten Kriminalität“ und die „Steueraufsicht“ und zwischen 1998 und 2001 war er Staatsanwalt für besonders wichtige Ermittlungen im Wirtschaftsbereich und der Generalstaatsanwaltschaft der Ukraine.
Von 2002 bis 2003, von 2004 bis 2007 und erneut seit 2014 war Schokin stellvertretender Generalstaatsanwalt der Ukraine und wurde am 10. Februar 2015 in Nachfolge von Witalij Jarema Generalstaatsanwalt der Ukraine.
Am 16. Februar 2015 wurde Schokin Mitglied des Nationalen Sicherheitsrates der Ukraine.
Im September 2015 bezeichnete der amerikanische Botschafter in der Ukraine, Geoffrey R. Pyatt, die ukrainische Generalstaatsanwaltschaft als reformunwillig und unfähig, die interne Korruption zu bekämpfen.
Am 16. Februar 2016 forderte der Präsident der Ukraine, Petro Poroschenko, neben dem Rücktritt von Ministerpräsident Jazenjuk, auch Schokin auf, sein Amt niederzulegen.
Zunächst war unklar, ob Schokin nur beurlaubt und noch im Amt war. Nachdem er einer Einladung von Parlamentspräsident Wolodymyr Hrojsman zu einer Sitzung der Werchowna Rada am 17. März 2016 nicht nachgekommen war, auf der über die Erteilung der Zustimmung zur Entlassung des Generalstaatsanwalts verhandelt werden sollte, beschloss das Parlament, am 29. März die Entlassung des Generalstaatsanwalts zum 30. März zu prüfen.
Schokin wurde am 3. April 2016 durch ein Dekret des Präsidenten der Ukraine aus dem Amt des Generalstaatsanwalts entlassen. Sein Nachfolger wurde zunächst (kommissarisch) Jurij Sewruk, dann Jurij Luzenko.
Joe Biden, damals US-Vizepräsident, reklamiert, dass die Entlassung Schokins auf Druck der USA erfolgt sei. Hubert Seipel gibt 2022 in "Putins Macht" an, dass dies auch geschah, weil er Ermittlungen gegen die Firma Burisma einleitete, die Bidens Sohn Hunter ein Aufsichtsratsmandat verschafft hatte (S. 123f.). Burismas Eigentümerschaft war zeitweise unklar. Nach dem Rücktritt des Generalstaatsanwalts Wiktor Schokin und der Ernennung von Jurij Luzenko zum Generalstaatsanwalt wurden alle Verfahren gegen Burisma eingestellt.
Im September 2019 wurde auf Wiktor Schokin ein Mordanschlag mit Quecksilber verübt.